# شهرستان تونگیرو-اولیومینسکی
شهرستان تونگیرو-اولیومینسکی (به لاتین: Tungiro-Olyokminsky District) یک شهرستان در روسیه است که در سرزمین زابایکالسکی واقع شده‌است.